# Pachydisca quisquiliaris
Pachydisca quisquiliaris är en svampart som beskrevs av Boud. 1907. Pachydisca quisquiliaris ingår i släktet Pachydisca och familjen Helotiaceae.   Inga underarter finns listade i Catalogue of Life.